# Olympique Nîmes
Nîmes Olympique, im deutschen Sprachraum bekannt als Olympique Nîmes, ist ein französischer Fußballverein aus der Stadt Nîmes im südfranzösischen Département Gard.
Gegründet 1901 als Sporting Club de Nîmes, nahm er 1937 seinen heutigen Namen an. Die Vereinsfarben sind Rot und Weiß; die Ligamannschaft spielt im Stade des Costières, das eine Kapazität von 18.482 Plätzen aufweist.

## Ligazugehörigkeit
Seit den 1930er Jahren gehörten die „Krokodile“ (so der Beiname des Vereins) bis 2004 immer zum Bereich des professionellen Fußballs; in den 1950er und 1960er Jahren hatten sie ihre größte Zeit. Allerdings blieb dem Verein ein nationaler Titel verwehrt: insgesamt achtmal landete Nîmes in den großen Landeswettbewerben auf Rang 2. Erstklassig (Division 1, seit 2002 in Ligue 1 umbenannt) spielte der Klub 1932–1935, 1939–1943, 1944/45, 1950–1967, 1968–1981, 1983/84 und 1991–1993. 2011 stieg Olympique aus der zweiten wieder in die dritte Liga ab. Nur ein Jahr später gelang der direkte Wiederaufstieg. 2018 gelang dem Verein als Vizemeister hinter Stade de Reims nach 25 Jahren die Rückkehr in die Ligue 1. Als Vorletzter stieg der Verein nach der Saison 2020/21 wieder in die Ligue 2 ab.

## Erfolge
- Französischer Vizemeister: 1958, 1959, 1960, 1972
- Französischer Pokalfinalist: 1958, 1961, 1996
- Gewinner der Coupe Drago: 1956
- Alpenpokal: 1972

Außerdem konnte Olympique viermal den A-Jugend-Pokal (Coupe Gambardella) gewinnen, nämlich 1961, 1966, 1969 und 1977 – nur der AJ Auxerre ist dies häufiger gelungen.

## Europapokalbilanz
| Saison  | Wettbewerb                  | Runde    | Gegner             | Gesamt    | Hin     | Rück    |
| ------- | --------------------------- | -------- | ------------------ | --------- | ------- | ------- |
| 1971/72 | UEFA-Pokal                  | 1. Runde | Vitória Setúbal    | (a)2:2(a) | 0:1 (A) | 2:1 (H) |
| 1972/73 | UEFA-Pokal                  | 1. Runde | Grasshopper Zürich | 2:4       | 1:2 (H) | 1:2 (A) |
| 1996/97 | Europapokal der Pokalsieger | 1. Runde | Honvéd Budapest    | 5:2       | 3:1 (H) | 2:1 (A) |
| 1996/97 | Europapokal der Pokalsieger | 2. Runde | AIK Solna          | 2:3       | 1:3 (H) | 1:0 (A) |

Gesamtbilanz: 8 Spiele, 4 Siege, 4 Niederlagen, 11:11 Tore (Tordifferenz ±0)

## Französische Nationalspieler
Die Zahl der Länderspiele für Nîmes Olympique (bzw. bis 1937 SC Nîmes) und der Zeitraum dieser internationalen Einsätze sind in Klammern angegeben
- Jean-Pierre Adams (8; 1972–1973) danach 14 weitere Länderspiele für einen anderen Klub
- Pierre Bernard (11; 1961–1963) vorher 3 und danach 7 weitere Länderspiele für zwei andere Klubs
- Laurent Blanc (5; 1993; schoss dabei zwei Tore) vorher und danach 92 weitere Länderspiele für fünf andere Klubs
- Bernard Boissier (1; 1975)
- Éric Cantona (2; 1991; schoss dabei zwei Tore) vorher 18 und danach 25 weitere Länderspiele für fünf andere Klubs
- Daniel Charles-Alfred (4; 1964)
- Paul Chillan (2; 1963)
- Stéphane Dakoski (2; 1951)
- René Dedieu (3; 1924–1926) danach 3 weitere Länderspiele für einen anderen Klub
- Marcel Domergue (11; 1924–1926; Olympiateilnehmer 1924) vorher 3 und danach 6 weitere Länderspiele für drei andere Klubs
- Kader Firoud (6; 1951–1952)
- Maurice Lafont (4; 1958; dabei das Spiel um Platz 3 bei der WM 1958)
- Michel Mézy (17; 1970–1973; schoss dabei ein Tor)
- Albert Polge (3; 1933–1934)
- Bernard Rahis (3; 1959–1961; schoss dabei ein Tor)
- Henri Skiba (1; 1959) danach 2 weitere Länderspiele für einen anderen Klub
- Joseph Ujlaki (6; 1952–1953; schoss dabei drei Tore) danach 15 weitere Länderspiele für zwei andere Klubs
- Jacky Vergnes (1; 1971; schoss dabei ein Tor)
- Alexandre Villaplane (13; 1928–1929; Olympiateilnehmer 1928) je 6 Länderspiele vorher und danach für zwei andere Klubs

Außerdem
- Hassan Akesbi, Torjäger 1955–1961
- Jonathan Ayité
- Djibril Cissé (nur als Jugendlicher)
- Florea Voinea
- Jacques Novi